# 奪命劍
奪命劍(「上意討ち－拝領妻始末－」)，為小林正樹於1967年執導的作品，由三船敏郎、仲代達矢等主演。內容描述江戶幕府時期，會津藩馬廻隊藩士笹原伊三郎（三船敏郎飾）犧牲生命維護武士名譽與反抗藩主暴政的過程。

## 内容
笹原伊三郎為一武藝超群的武士，年輕時入贅笹原家成為藩士，為了家族生計，忍讓妻子的無理與冷嘲熱諷，而與同事國迴藩士淺野帶刀(仲代達矢)在武士道上相知相惜，無話不談。有一天，主君松平正容(松村達雄飾)忽然將側室阿市（司葉子飾）驅逐，並命其嫁給伊三郎的長男与五郎（加藤剛飾），伊三郎迫於主君命令，雖認為不合禮法但也不得不從，只好接受低調迎娶。在阿市進入笹原家後，伊三郎和与五郎才了解到阿市之前所受的委屈，也因為阿市的忍辱負重，他們也接納她，過著幸福平靜的生活。
不料，在阿市順利為笹原家產下一女後，藩主的嫡子卻在江戶參覲交代期間因病去世，只好另立庶出的、阿市先前生的兒子為家督繼承人，遂導致必須強行迎回阿市的局面。於是為了兒媳的幸福、為了武士的榮譽，笹原伊三郎決心反抗到底。

## 制作人员
- 製作：田中友幸
- 監督：小林正樹
- 原作：滝口康彦
- 脚本：橋本忍
- 撮影：山田一夫
- 音楽：武満徹
- 美術：村木与四郎
- 録音：奥山重之助
- 照明：小西康夫
- 整音：下永尚
- 監督助手：松江陽一
- 製作担当者：田実泰良
- 編集：相良久
- 現像：キヌタ・ラボラトリー
- 謡曲：観世栄夫
- 殺陣：久世竜

## 電視劇
1992年東京電視台製作及2013年2月9日朝日電視台製作皆改編自電影的電視劇。
- 笹原伊三郎：田村正和
- 笹原いち：仲間由紀惠
- 笹原與五郎：緒方直人
- 高橋外記：北村有起哉
- きく：田畑智子
- 井三之丞的母親：藤真利子
- 笹原文蔵：石黑英雄
- 阿玉：逢澤莉娜
- 柳瀨三左衛門：橋爪功
- 松平正容：大杉漣
- 塩見兵右衛門：西田健
- 小谷庄兵衛：笹野高史
- 笹原堅物：津川雅彥
- 笹原すが：梶芽衣子
- 淺野帶刀：松平健

## 外部資料
- 互联网电影数据库（IMDb）上《Samurai Rebellion》的资料（英文）
- 爛番茄上《奪命劍》的資料（英文）
- AllMovie上《Samurai Rebellion》的资料（英文）
- Criterion Collection essay by Donald Richie （页面存档备份，存于）
- Criterion Collection essay by Chris D. （页面存档备份，存于）
- . Japanese Movie Database.   [2007-07-17]. （原始内容存档于2020-10-30） （日语）.